# Johann Nepomuk von Appel
Johann Nepomuk Freiherr von Appel, avstrijski general, * 11. november 1826, † 7. september 1906.

## Življenjepis
Izhajal je iz številne vojaške družine: oče podmaršal Joseph von Appel (1785–1855), stari oče po očetovi strani podmaršal Franz Seraph von Appel, stric generaladjutant Christian von Appel (1787–1854), stric podmaršal Ludwig Franz Mechtild Appel (1809–1875), bratranec Michael Ludwig von Appel (1856–1915), brat Christian von Appel (1831–1859) in brat podmaršal Joseph Ritter von Appel (1823–1888).
Potem ko je končal šolanje v Graški kadetski četi (Grazer Kadettenkompagnie), je sodeloval v zatrtju revolucij leta 1849 in drugi italijanski osamosvojitveni vojni. Za zasluge je bil odlikovan s redom Marije Terezije in bil 18. januarja 1860 povzdignjen v Freiherra. Bil je tudi poveljnik 4. ulanskega polka, poveljnik 15. korpusa, vojaški poveljnik Temišvara, Sibiua in Sarajeva.
Upokojen je bil 1. januarja 1904.

## Pregled vojaške kariere
Napredovanja
- generalmajor: 9. november 1867 (z dnem 9. majem 1870)
- podmaršal: 1. november 1874 (retroaktivno z dnem 27. oktobrom 1874)
- general konjenice: 1. maj 1882 (retroaktivno z dnem 27. aprilom 1882)